# Stefan Holtmann
Stefan Holtmann (* 1977 in Dortmund) ist ein deutscher evangelisch-lutherischer Theologe. Seit 2024 ist er Hauptpastor der Hauptkirche Sankt Jacobi in Hamburg.

## Leben und Wirken
Stefan Holtmann wuchs in Unna auf. Er fand den Weg zur Kirche über Jugendarbeit und Kirchenmusik. Seit seiner Jugend spielt er Orgel. Holtmann studierte von 1996 bis 2002 Evangelische Theologie in Bethel und Münster. In Dortmund schloss er die Ausbildung zum C-Kirchenmusiker ab. Er wurde im Sommersemester 2006 in systematischer Theologie mit einer von Michael Beintker angeregten und betreuten Arbeit zur Rezeption der Theologie Karl Barths promoviert. Nach dem Vikariat im Tecklenburger Land wechselte er in die damalige Nordelbische Kirche. Holtmann war ab Frühjahr 2008 Pastor in der Nordelbischen Evangelisch-Lutherischen Kirche Bad Schwartau. Ab Oktober 2009 war Holtmann in der Christkirchengemeinde Rendsburg Pastor und wurde damit Nachfolger des aus gesundheitlichen Gründen ausgeschiedenen Matthias Kempendorf. Sein Schwerpunkt war die Jugendarbeit. In Rendsburg übernahm er 2012 federführend die Kirchensanierung. Von 2012 bis 2014 nahm er einen Lehrauftrag für Systematische Theologie an der Universität Göttingen wahr.
Im Juli 2018 wechselte er an die Kirchengemeinde Heiligengeist Kiel. Dort entwickelte er gemeinsam mit dem Kirchenmusiker Andreas Koller das Format jazz_andacht. An der Hauptkirche Sankt Michaelis wurde er im September 2019 Nachfolger von Hartmut Dinse als Gemeindepastor. Die Schwerpunkte an St. Michaelis lagen auf der Seniorenarbeit, Bildung und Kultur. Er initiierte die Reihe kultur.punkt St. Michaelis. Am 1. Dezember 2024 trat er die Nachfolge von Astrid Kleist als Hauptpastor der Hauptkirche Sankt Jacobi an. In dieser Funktion nimmt er die pastorale Leitung der Hauptkirche wahr und repräsentiert diese in der Öffentlichkeit. Holtmann gehört damit zu den fünf Hauptpastoren in Hamburg. Dieses Amt wurde bereits 1685 an den fünf Hamburger Kirchspielen geführt und ist bis heute einzigartig in Deutschland.
In seiner Dissertation arbeitete er die Auseinandersetzung von fünf Theologen (Trutz Rendtorff. Dietrich Korsch, Falk Wagner, Friedrich Wilhelm Graf und Georg Pfleiderer) mit Karl Barth heraus. Holtmann stellte fest, dass allen Barth-Deutungen „jeweils eigenständige Paradigmen dessen, was Theologie unter neuzeitlichen Bedingungen sei, zugrunde liegen“. In seinem Ausblick (S. 424–427) nennt er mit der Transparenz und der größtmöglichen Quellenintegration, der vermittelnden Differenzierung von Innen- und Außenperspektiven, eines dem Gegenstand angemessenen methodischen Pluralismus sowie der neuzeittheoretischen Lernfähigkeit fünf Kriterien einer angemessenen Deutung der Theologie Barths. Für diese Arbeit erhielt er 2007 den Dissertationspreis der Theologischen Fakultäten der Universität Münster. Die Bedeutung der Arbeit wird darin gesehen, dass zum einen erstmals ein differenziertes Bild der verschiedenen Positionen „kritischer“ Barthdeutung skizziert und zum anderen eine sachgemäße Darstellung der genannten Positionen mit ihren jeweiligen Schwachpunkten geliefert wird.
Holtmann ist Lehrbeauftragter für Evangelische Theologie an der Universität Hamburg und für Liturgik an der Hochschule für Musik und Theater Hamburg. Holtmann ist mit einer Pastorin verheiratet und Vater einer Tochter.

## Schriften
Monographien
- Karl Barth als Theologe der Neuzeit. Studien zur kritischen Deutung seiner Theologie. Vandenhoeck & Ruprecht, Göttingen 2007, ISBN 978-3-525-56346-5 (online).

Herausgeberschaften
- mit Peter Zocher: Krisis und Gnade. Gesammelte Studien zu Karl Barth. Mohr Siebeck, Tübingen 2013, ISBN 978-3-16-152498-1.
- mit Peter Zocher: Als Laien die Führung der Bekenntnisgemeinde übernehmen. Briefe aus dem Kirchenkampf von Karl Barth und Karl und Dorothee Stoevesandt (1933–1938). Neukirchener Verlag, Neukirchen-Vluyn 2007, ISBN 978-3-7887-2251-7.